# Foulangues
Foulangues est une commune française située dans le département de l'Oise en région Hauts-de-France.

## Géographie

### Description

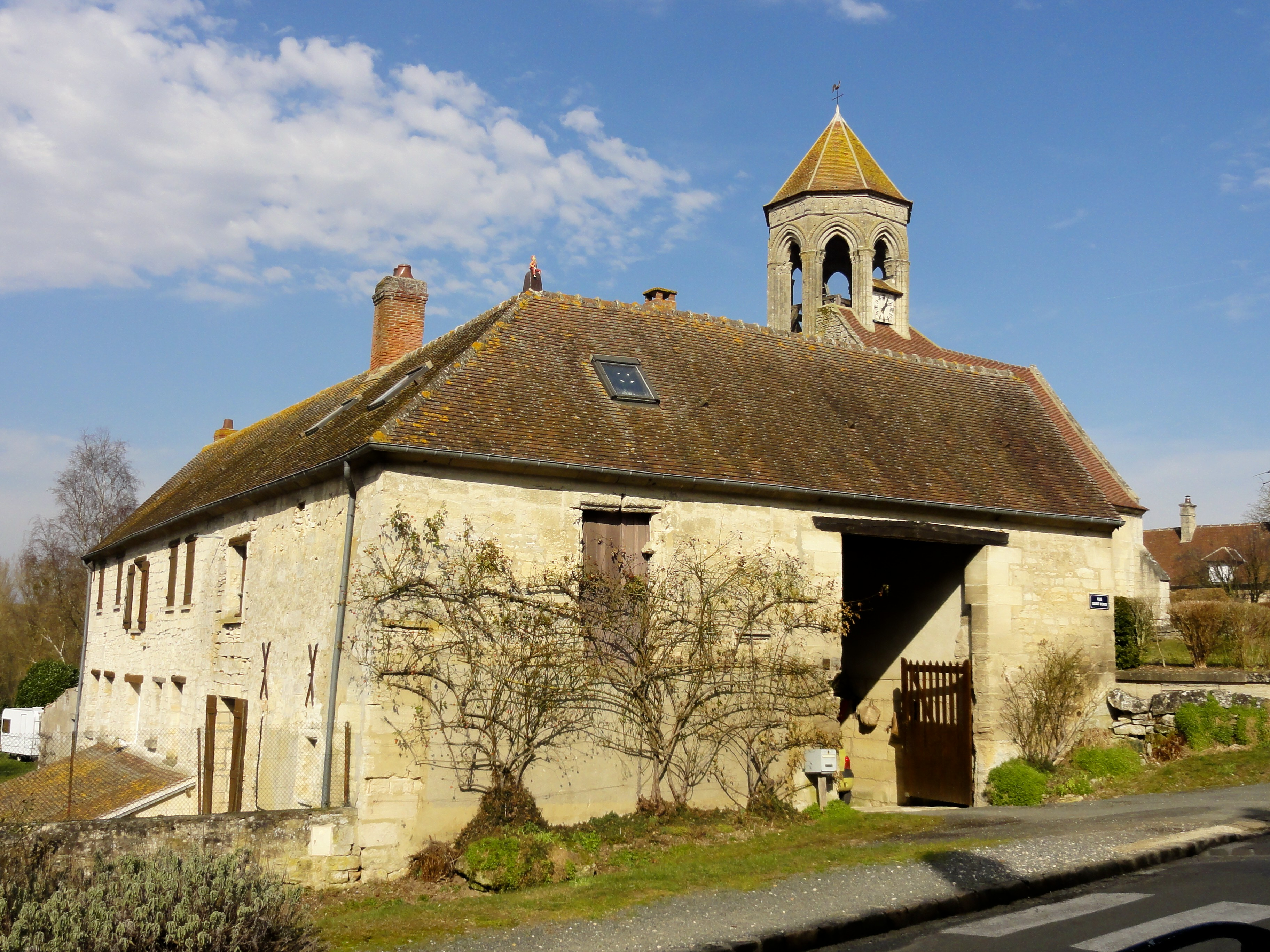
Ambiance du village : vieille ferme rue Saint-Denis et clocher de l'église.

Foulangues est un bourg rural picard du Pays de Thelle, situé à 12 km à vol d'oiseau  à l'ouest de Creil, 46 km au nord de Paris, 30 km au nord-est de Pontoise, 14 km au nord-est de Méru et 24 km au su-est de Beauvais. Il est aisément accessible depuis l'ancienne route nationale 329 qui relie Beaumont-sur-Oise à Clermont (actuelle RD 929)..
D'une superficie de 5,1 km2, la commune compte environ 50 % de bois et forêts.
Le sentier de grande randonnée GR 11 passe à Foulangues.
Louis Graves indiquait en 1842 que « le territoire, de figure ellipsoïde, est traversé , dans sa partie moyenne par le vallon de Cire sur le versant droit duquel le chef-lieu est situe. On ne peut guère compter dans ce village qu'une seule rue à niveau inégal et largeur variable. »

### Communes limitrophes
|                    | Balagny-sur-Thérain |                 |
| Ully-Saint-Georges | Foulangues          |                 |
|                    |                     | Cires-lès-Mello |

### Hydrographie

#### Réseau hydrographique

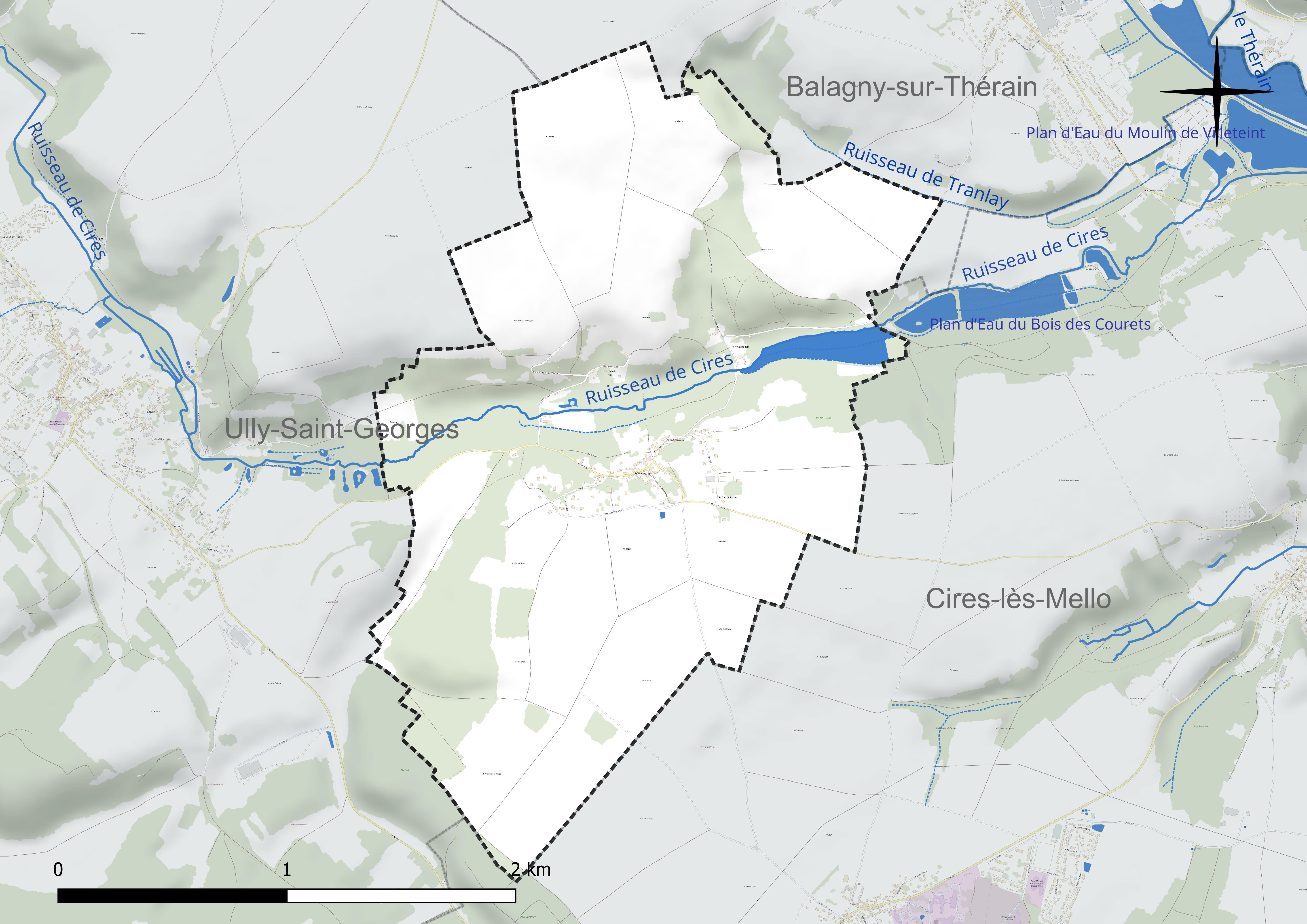
Réseau hydrographique de Foulangues.

La commune est située dans le bassin Seine-Normandie. Elle est drainée par le ruisseau de Cires,.
Le ruisseau de Cires, d'une longueur de 14 km, prend sa source dans la commune de Cauvigny et se jette  dans le Thérain à Bury, après avoir traversé six communes. 

Le ruisseau de Cires
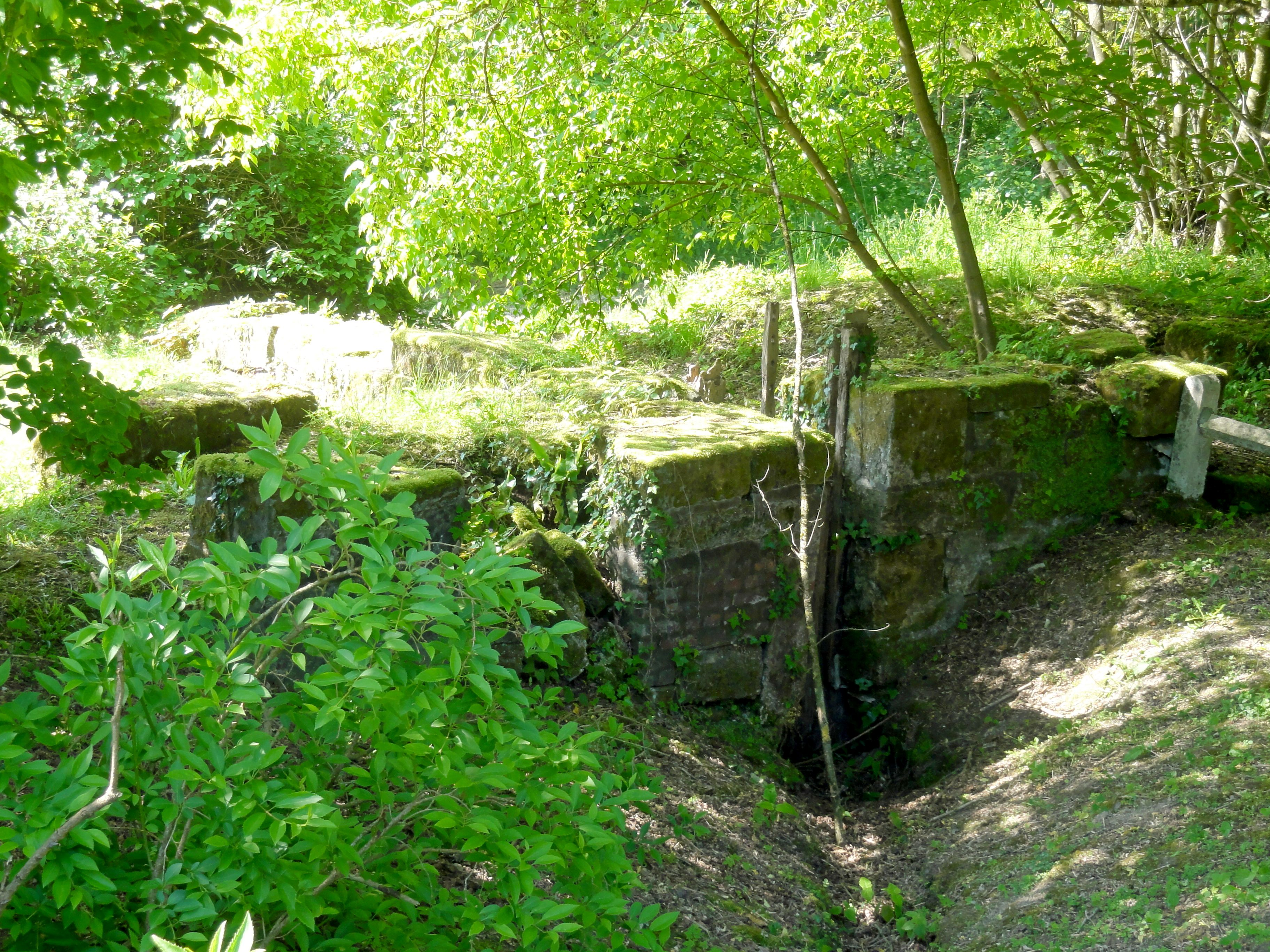
Vestiges des aménagements hydroliques du Vieux moulin.
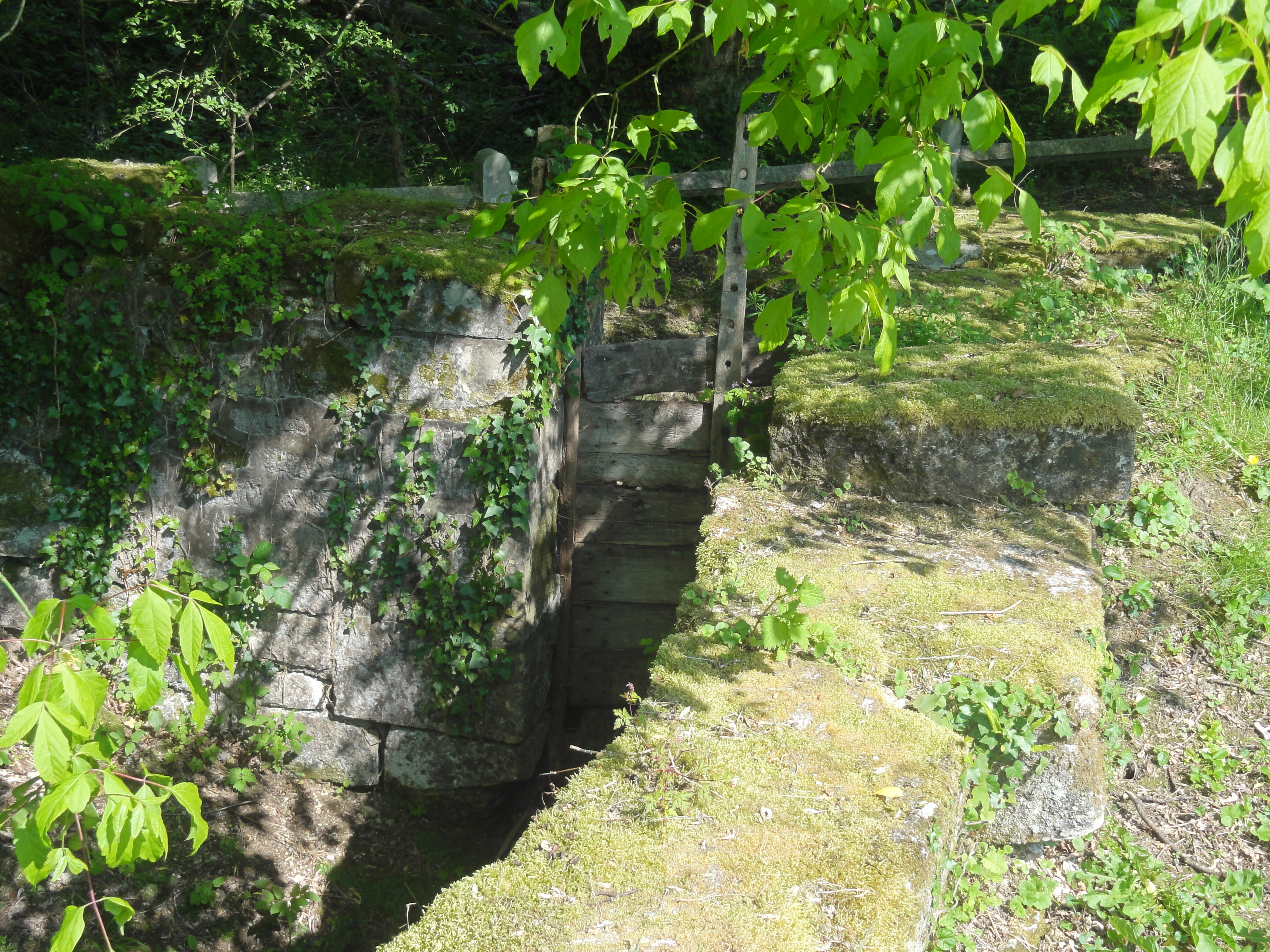
Vestiges des aménagements hydroliques du Vieux moulin.
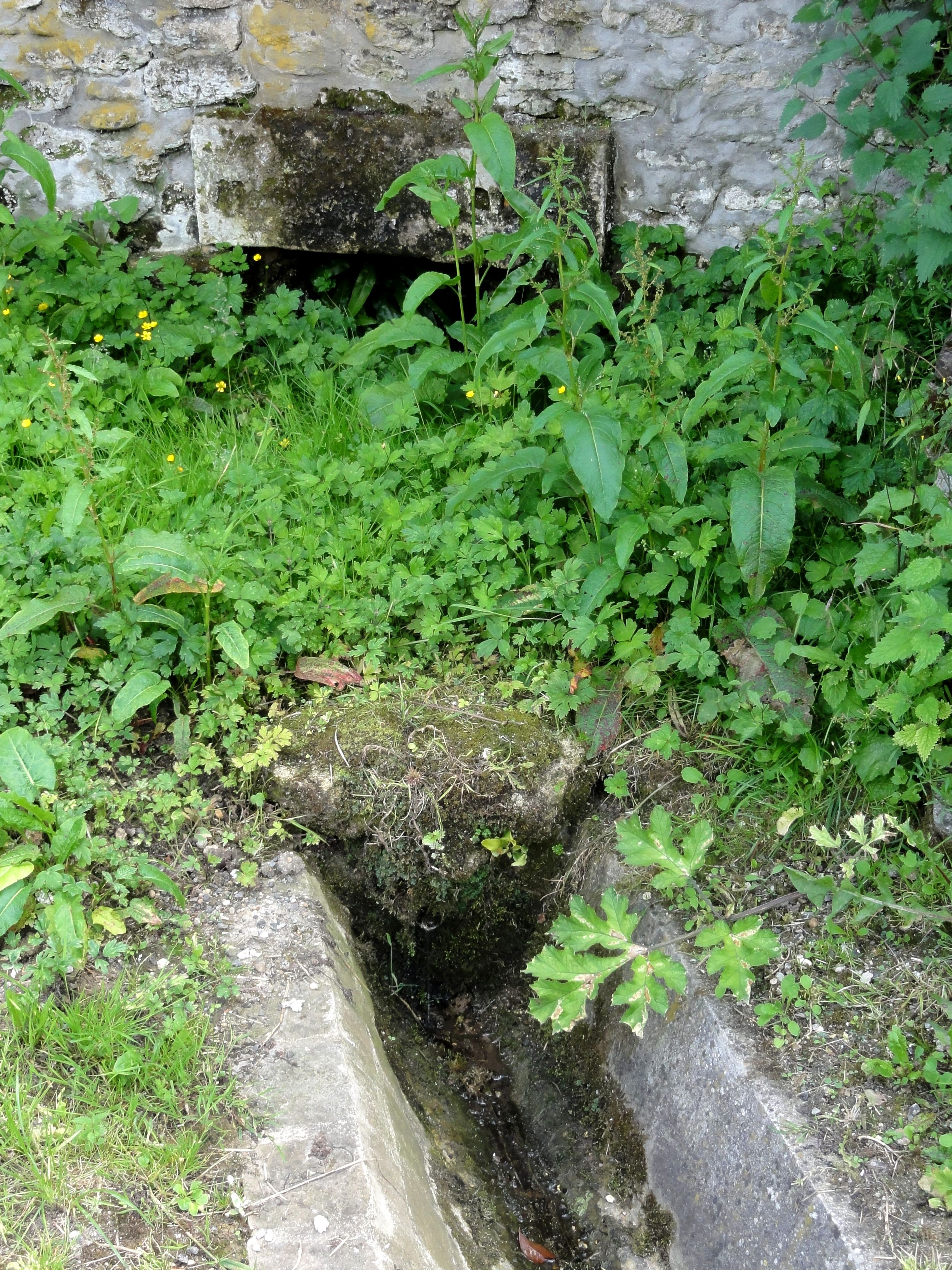
Source, rue Saint-Denis.

#### Gestion et qualité des eaux
Le territoire communal est couvert par le schéma d'aménagement et de gestion des eaux (SAGE) « Sensée ». Ce document de planification concerne un territoire de 1 219 km2 de superficie, délimité par le bassin versant du Thérain. Le périmètre a été arrêté le 27 janvier 2023 et le SAGE proprement dit est, en 2024, en cours d'élaboration. La structure porteuse de l'élaboration et de la mise en œuvre est le syndicat intercommunal de la Vallée du Thérain (SIVT).
La qualité des cours d'eau peut être consultée sur un site dédié géré par les agences de l'eau et l'Agence française pour la biodiversité.

### Climat
Pour des articles plus généraux, voir Climat des Hauts-de-France et Climat de l'Oise.
En 2010, le climat de la commune est de type climat océanique dégradé des plaines du Centre et du Nord, selon une étude du CNRS s'appuyant sur une série de données couvrant la période 1971-2000. En 2020, Météo-France publie une typologie des climats de la France métropolitaine dans laquelle la commune est exposée à un climat océanique et est dans une zone de transition entre les régions climatiques « Sud-ouest du bassin Parisien » et « Nord-est du bassin Parisien ».
Pour la période 1971-2000, la température annuelle moyenne est de 10,6 °C, avec une amplitude thermique annuelle de 14,6 °C. Le cumul annuel moyen de précipitations est de 733 mm, avec 10,2 jours de précipitations en janvier et 8,2 jours en juillet. Pour la période 1991-2020, la température moyenne annuelle observée sur la station météorologique la plus proche, située sur la commune de Creil à 12 km à vol d'oiseau, est de 11,2 °C et le cumul annuel moyen de précipitations est de 662,2 mm,. Pour l'avenir, les paramètres climatiques de la commune estimés pour 2050 selon différents scénarios d'émission de gaz à effet de serre sont consultables sur un site dédié publié par Météo-France en novembre 2022.

## Urbanisme

### Typologie
Au 1er janvier 2024, Foulangues est catégorisée commune rurale à habitat dispersé, selon la nouvelle grille communale de densité à sept niveaux définie par l'Insee en 2022.
Elle est située hors unité urbaine. Par ailleurs la commune fait partie de l'aire d'attraction de Paris, dont elle est une commune de la couronne,.

### Occupation des sols
L'occupation des sols de la commune, telle qu'elle ressort de la base de données européenne d'occupation biophysique des sols Corine Land Cover (CLC), est marquée par l'importance des territoires agricoles (68,5 % en 2018), en augmentation par rapport à 1990 (67,6 %). La répartition détaillée en 2018 est la suivante : 
terres arables (61,5 %), forêts (31,5 %), zones agricoles hétérogènes (5,2 %), prairies (1,9 %). L'évolution de l'occupation des sols de la commune et de ses infrastructures peut être observée sur les différentes représentations cartographiques du territoire : la carte de Cassini (XVIIIe siècle), la carte d'état-major (1820-1866) et les cartes ou photos aériennes de l'IGN pour la période actuelle (1950 à aujourd'hui).

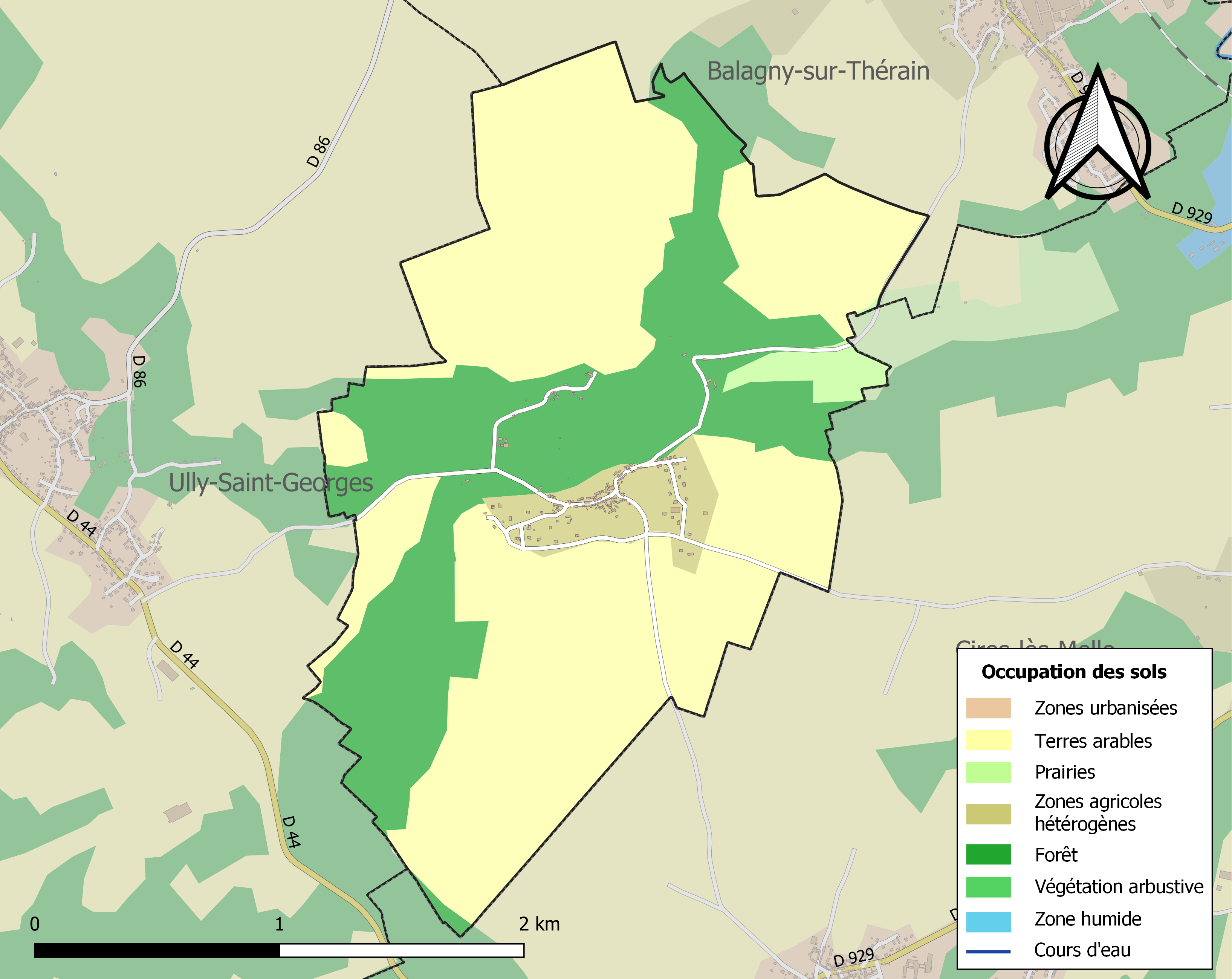
Carte des infrastructures et de l'occupation des sols de la commune en 2018 (CLC).

### Habitat et logement
En 2019, le nombre total de logements dans la commune était de 90, alors qu'il était de 86 en 2014 et de 86 en 2009.
Parmi ces logements, 81,1 % étaient des résidences principales, 11,1 % des résidences secondaires et 7,8 % des logements vacants. Ces logements étaient pour 100 % d'entre eux des maisons individuelles et pour 0 % des appartements.
Le tableau ci-dessous présente la typologie des logements à Foulangues en 2019 en comparaison avec celle de l'Oise et de la France entière. Une caractéristique marquante du parc de logements est ainsi une proportion de résidences secondaires et logements occasionnels (11,1 %) supérieure à celle du département (2,4 %) et à celle de la France entière (9,7 %). Concernant le statut d'occupation de ces logements, 90,3 % des habitants de la commune sont propriétaires de leur logement (90,5 % en 2014), contre 61,4 % pour l'Oise et 57,5 pour la France entière.
| Typologie                                               | Foulangues | Oise | France entière |
| ------------------------------------------------------- | ---------- | ---- | -------------- |
| Résidences principales (en %)                           | 81,1       | 90,4 | 82,1           |
| Résidences secondaires et logements occasionnels (en %) | 11,1       | 2,4  | 9,7            |
| Logements vacants (en %)                                | 7,8        | 7,1  | 8,2            |

### Voies de communication et transports
La commune est desservie, en 2023, par les lignes 646, 6202 et 6344 du réseau interurbain de l'Oise.

## Toponymie
La localité a été désignée sous les noms de Foulangues , Foulangre , Foulengues , Foullangue.
Ce nom est dérivé de Fullonica issu du latin Fullo Fullonis (Foulon) nom de métier dont l'activité s'exerçait auprès de la rivière Cires.

## Histoire

### Moyen Âge
Foulangues, autrefois fief de l'abbaye Saint-Lucien de Beauvais, est citée dans de nombreuses archives depuis 1119 dont le témoignage de Eudes de Fulengis au sujet des donations passées entre les religieux de Saint-Leu et le comte de Clermont.
La seigneurie a été longtemps partagée partagées entre le seigneur de Balagny-sur-Thérain et l'abbaye Saint-Lucien de Beauvais.
L'abbaye Saint-Lucien appliquait la haute justice sur ces terres.
À l'origine, les rares habitations se dispersaient à l'est de la ferme Saint-Lucien et autour du lavoir utilisé par les premiers foulons.

### Temps modernes
Le village compte des carrières de pierres qui ont servi notamment à la construction de l'hôtel de ville de Beauvais, vers 1754.

### Époque contemporaine
En 1842, la commune compte deux carrières et deux moulins à eau. Les habitants se consacrent principalement à l'agriculture, mais quelques femmes travaillent la soie.
Au XIXe siècle et au début du XXe siècle, la commune comptait 51 maisons, et on y trouvait toujours les deux moulins à eau, ainsi qu'unfabricant de boutons.

## Politique et administration

### Rattachements administratifs et électoraux

#### Rattachements administratifs
La commune se trouve dans l'arrondissement de Senlis du département de l'Oise.
Elle faisait partie depuis 1801 du canton de Neuilly-en-Thelle. Dans le cadre du redécoupage cantonal de 2014 en France, cette circonscription administrative territoriale a disparu, et le canton n'est plus qu'une circonscription électorale.

#### Rattachements électoraux
Pour les élections départementales, la commune fait partie depuis 2014 du canton de Montataire
Pour l'élection des députés, elle fait partie de la deuxième circonscription de l'Oise.

### Intercommunalité
La commune faisait partie de la communauté de communes du pays de Thelle, un établissement public de coopération intercommunale (EPCI) à fiscalité propre créé en 1996 et auquel la commune avait transféré un certain nombre de ses compétences, dans les conditions déterminées par le code général des collectivités territoriales.
Dans le cadre des dispositions de la loi portant nouvelle organisation territoriale de la République (Loi NOTRe) du 7 août 2015, qui prévoit que les établissements publics de coopération intercommunale (EPCI) à fiscalité propre doivent avoir un minimum de 15 000 habitants, le préfet de l'Oise a publié en octobre 2015 un projet de nouveau schéma départemental de coopération intercommunale, qui prévoit la fusion de plusieurs intercommunalités, et en particulier  de la communauté de communes du Pays de Thelle et de la communauté de communes la Ruraloise, formant ainsi une intercommunalité de 42 communes et de 59 626 habitants,.
La nouvelle intercommunalité, dont est membre la commune et dénommée provisoirement communauté de communes du Pays de Thelle et Ruraloise, est créée par un arrêté préfectoral du 30 novembre 2016 qui a pris effet le 1er janvier 2017.

### Liste des maires
| Période                                  | Période                         | Identité            | Étiquette | Qualité                                       |
| ---------------------------------------- | ------------------------------- | ------------------- | --------- | --------------------------------------------- |
| Les données manquantes sont à compléter. |                                 |                     |           |                                               |
| 1790                                     |                                 | Jean Famin          |           |                                               |
| 16 septembre 1792                        |                                 | Vincent Fillion     |           |                                               |
| 1812                                     |                                 | Jean Buquet         |           |                                               |
| 4 janvier 1816                           |                                 | Louis Martin        |           |                                               |
| 1er avril 1817                           |                                 | Jean Boulanger      |           |                                               |
| 17 décembre 1821                         |                                 | Louis Martin        |           |                                               |
| 23 juillet 1826                          |                                 | Denis Desjardins    |           |                                               |
| 6 février 1832                           |                                 | Samuel Noël         |           |                                               |
| 1er novembre 1834                        | mai 1837                        | Louis Martin (fils) |           |                                               |
| 5 juillet 1840                           |                                 | Jean Souillard      |           |                                               |
| 5 juillet 1846                           |                                 | Jean Desjardins     |           |                                               |
| 28 août 1870                             |                                 | Louis Désiré Noël   |           |                                               |
| 30 janvier 1881                          |                                 | Valentin Noël       |           |                                               |
| 18 mai 1884                              |                                 | Louis Désiré Noël   |           |                                               |
| 15 mai 1892                              |                                 | Alphonse Noël       |           |                                               |
| 17 mai 1896                              |                                 | Victor Fournet      |           |                                               |
| 26 novembre 1911                         |                                 | Charles Durand      |           |                                               |
| 10 décembre 1918                         |                                 | Henri Overt         |           |                                               |
| 12 mai 1929                              |                                 | Henri Fillion       |           |                                               |
| 24 mai 1945                              |                                 | Désiré Depuille     |           |                                               |
| 8 mars 1959                              |                                 | Charles Rebatel     |           |                                               |
| 5 juillet 1967                           |                                 | Émile Bouchet       |           |                                               |
| 28 mars 1971                             |                                 | Pierre Gisserot     |           |                                               |
| 24 mars 1989                             | 2008                            | Jacques Verloock    |           |                                               |
| mars 2008                                | En cours (au 13 septembre 2022) | Annie Blanquet      |           | Agricultrice Réélue pour le mandat 2020-2026, |

## Population et société

### Démographie

#### Évolution démographique
L'évolution du nombre d'habitants est connue à travers les recensements de la population effectués dans la commune depuis 1793. Pour les communes de moins de 10 000 habitants, une enquête de recensement portant sur toute la population est réalisée tous les cinq ans, les populations de référence des années intermédiaires étant quant à elles estimées par interpolation ou extrapolation. Pour la commune, le premier recensement exhaustif entrant dans le cadre du nouveau dispositif a été réalisé en 2006.

En 2022, la commune comptait 193 habitants, en évolution de −2,03 % par rapport à 2016 (Oise : +0,87 %, France hors Mayotte : +2,11 %).
| 1793 | 1800 | 1806 | 1821 | 1831 | 1836 | 1841 | 1846 | 1851 |
| ---- | ---- | ---- | ---- | ---- | ---- | ---- | ---- | ---- |
| 193  | 197  | 204  | 181  | 191  | 192  | 194  | 187  | 182  |

| 1856 | 1861 | 1866 | 1872 | 1876 | 1881 | 1886 | 1891 | 1896 |
| ---- | ---- | ---- | ---- | ---- | ---- | ---- | ---- | ---- |
| 167  | 162  | 157  | 136  | 137  | 130  | 130  | 122  | 102  |

| 1901 | 1906 | 1911 | 1921 | 1926 | 1931 | 1936 | 1946 | 1954 |
| ---- | ---- | ---- | ---- | ---- | ---- | ---- | ---- | ---- |
| 94   | 106  | 90   | 82   | 89   | 91   | 80   | 76   | 86   |

| 1962 | 1968 | 1975 | 1982 | 1990 | 1999 | 2006 | 2011 | 2016 |
| ---- | ---- | ---- | ---- | ---- | ---- | ---- | ---- | ---- |
| 87   | 81   | 90   | 128  | 176  | 167  | 201  | 199  | 197  |

| 2021 | 2022 | - | - | - | - | - | - | - |
| ---- | ---- | - | - | - | - | - | - | - |
| 195  | 193  | - | - | - | - | - | - | - |

#### Pyramide des âges
La population de la commune est relativement jeune.
En 2018, le taux de personnes d'un âge inférieur à 30 ans s'élève à 35,5 %, soit en dessous de la moyenne départementale (37,3 %). À l'inverse, le taux de personnes d'âge supérieur à 60 ans est de 22,3 % la même année, alors qu'il est de 22,8 % au niveau départemental.
En 2018, la commune comptait 107 hommes pour 91 femmes, soit un taux de 54,04 % d'hommes, largement supérieur au taux départemental (48,89 %).
Les pyramides des âges de la commune et du département s'établissent comme suit.
| Hommes | Classe d’âge | Femmes |
| ------ | ------------ | ------ |
| 0,0    | 90 ou +      | 1,1    |
| 2,8    | 75-89 ans    | 1,1    |
| 17,0   | 60-74 ans    | 23,1   |
| 22,6   | 45-59 ans    | 19,8   |
| 19,8   | 30-44 ans    | 22,0   |
| 13,2   | 15-29 ans    | 15,4   |
| 24,5   | 0-14 ans     | 17,6   |

| Hommes | Classe d’âge | Femmes |
| ------ | ------------ | ------ |
| 0,5    | 90 ou +      | 1,4    |
| 5,5    | 75-89 ans    | 7,6    |
| 15,6   | 60-74 ans    | 16,3   |
| 20,8   | 45-59 ans    | 20     |
| 19,4   | 30-44 ans    | 19,4   |
| 17,6   | 15-29 ans    | 16,2   |
| 20,6   | 0-14 ans     | 19,1   |

## Économie
En 2016, le village ne compte plus de commerces de proximité. L'activité économique est constituée par une ferme en activité, quelques artisans et un étang de pêche privé.

## Culture locale et patrimoine

### Lieux et monuments
Foulangues  compte un monument historique sur son territoire :
- Église Saint-Denis (classée monument historique par arrêté du 11 septembre 1906[32] : Elle comporte probablement des parties d'une église plus ancienne, bâtie à la fin du XIe ou au début du XIIe siècle : ce sont les parties hautes de la nef, invisibles depuis l'extérieur. 
L'église a été bâtie, selon la tradition par l'Abbaye de Saint-Denis[2],  pendant une seule campagne de travaux à partir des années 1140, et affiche un style roman tardif, qui annonce déjà le gothique par la qualité de la sculpture de ses chapiteaux, la composition rigoureuse de ses piliers cantonnées, et son voûtement d'ogives, même si l'iconographie des chapiteaux et les profils archaïques des tailloirs, des ogives et des arcades sont encore proprement romans.

L'église de Foulangues est, malgré ses petites dimensions, l'une des plus remarquables de la région. Ses murs extérieurs ne trahissent en rien le caractère de l'édifice qu'ils renferment, car ils ont été presque entièrement rebâtis à diversES époques. 
La chapelle latérale nord du chœur est gothique et date d'autour de 1200, et la chapelle latérale sud, qui est flamboyante et date de la première moitié du XVIe siècle, sont à l'intérieur conformes au style des façades. Ces chapelles remplacent de toute évidence des absidioles romanes, dont ne subsistent plus que les chapiteaux à l'entrée. 
Le clocher octogonal se rattache au groupe de clochers octogonaux romans de la région, mais il n'a été réalisé que longtemps après la croisée du transept qui le supporte, en même temps que la chapelle du nord, et affiche le style gothique. Sa flèche de pierre a été abattue en 1842. 
Presque abandonnée au XIXe siècle, l'église se dégrade successivement. Sa restauration commence par une première campagne en 1928-1930 et est rendu possible grâce à la générosité d'un donateur américain, alors que l'église menace de s'effondrer.

L'église Saint-Denis
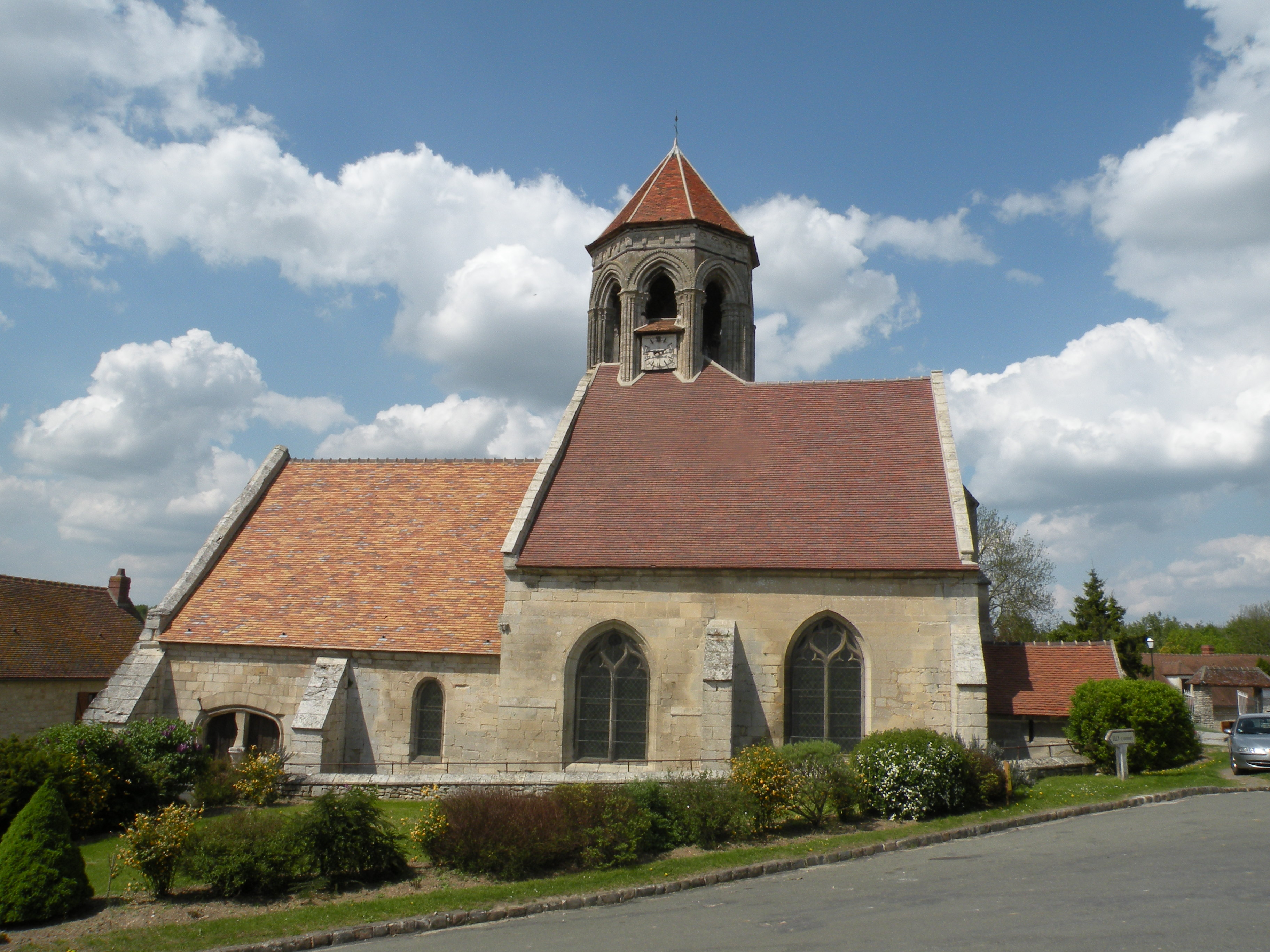
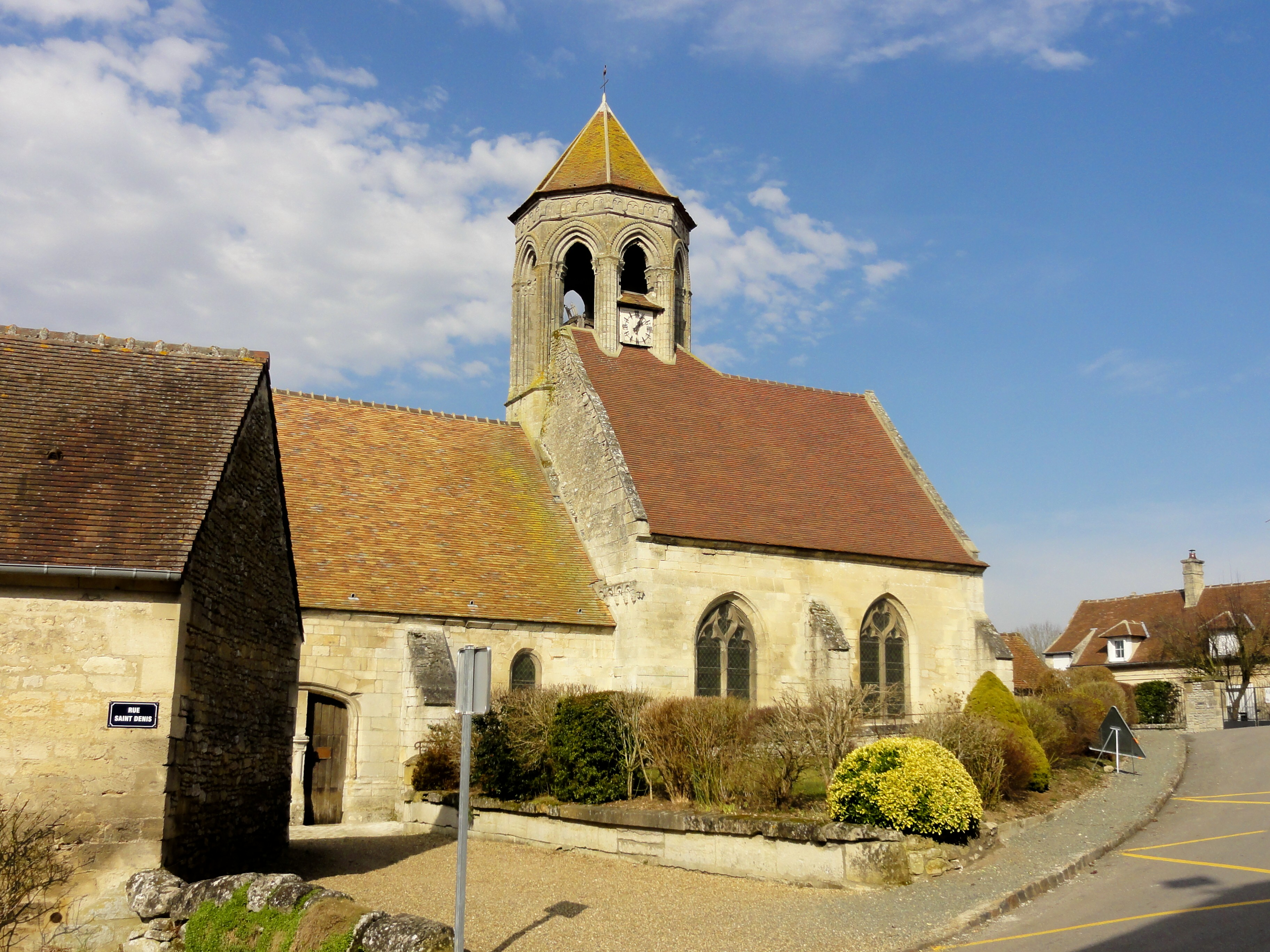
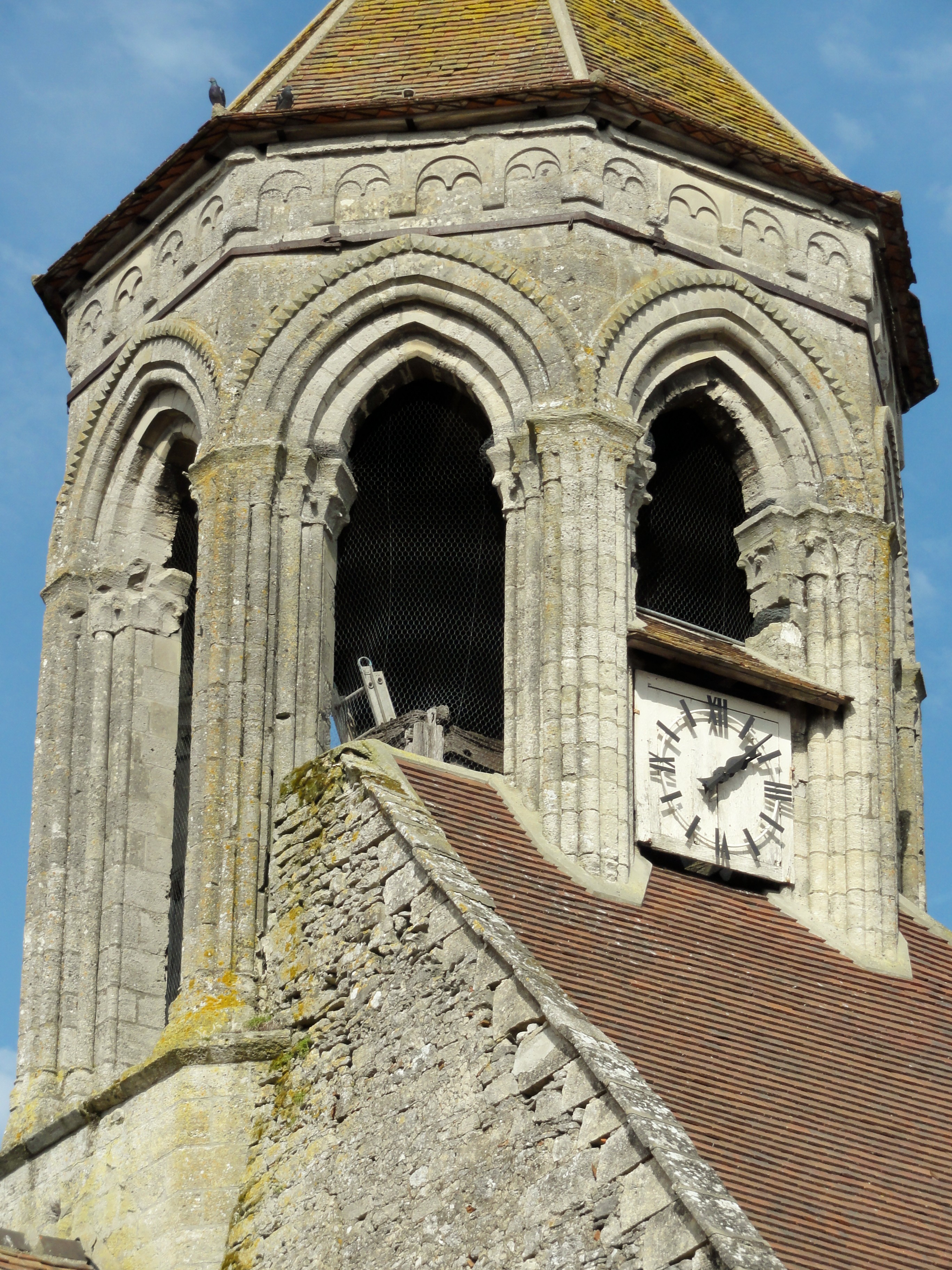
Détail du clocher.
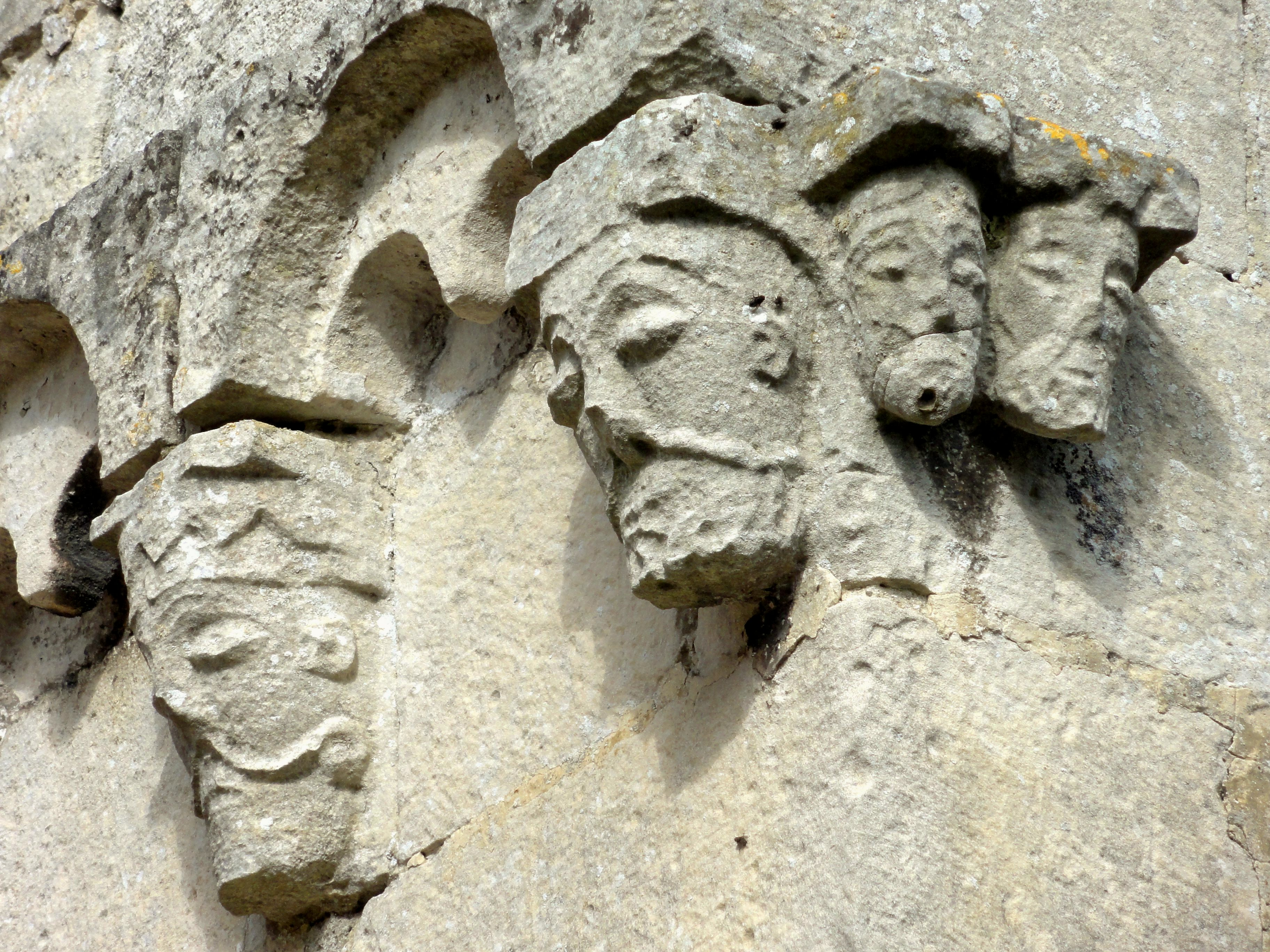
Corniche beauvaisine et masques sur le mur occidental du collatéral sud du chœur.
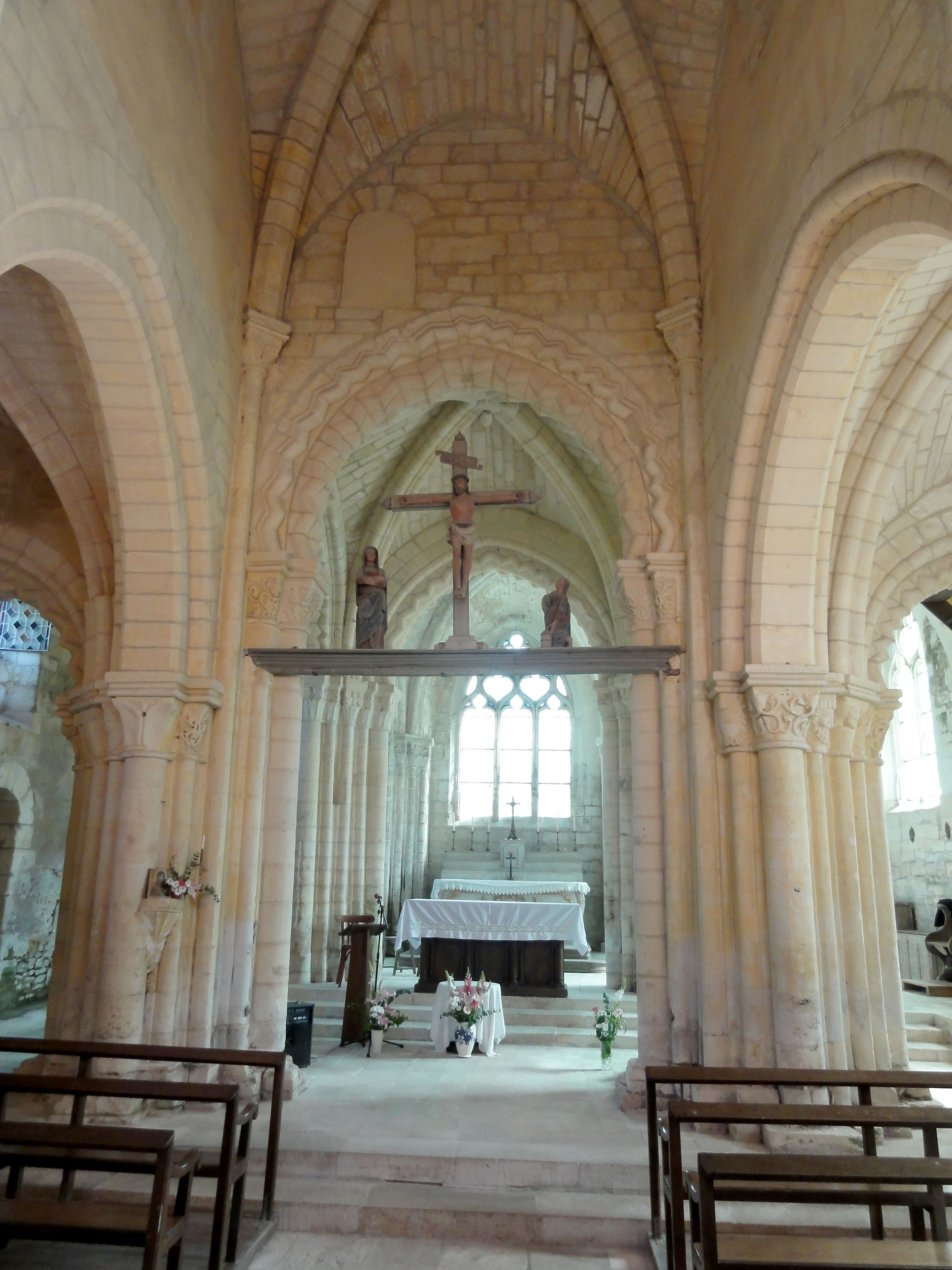
Nef et poutre de gloire
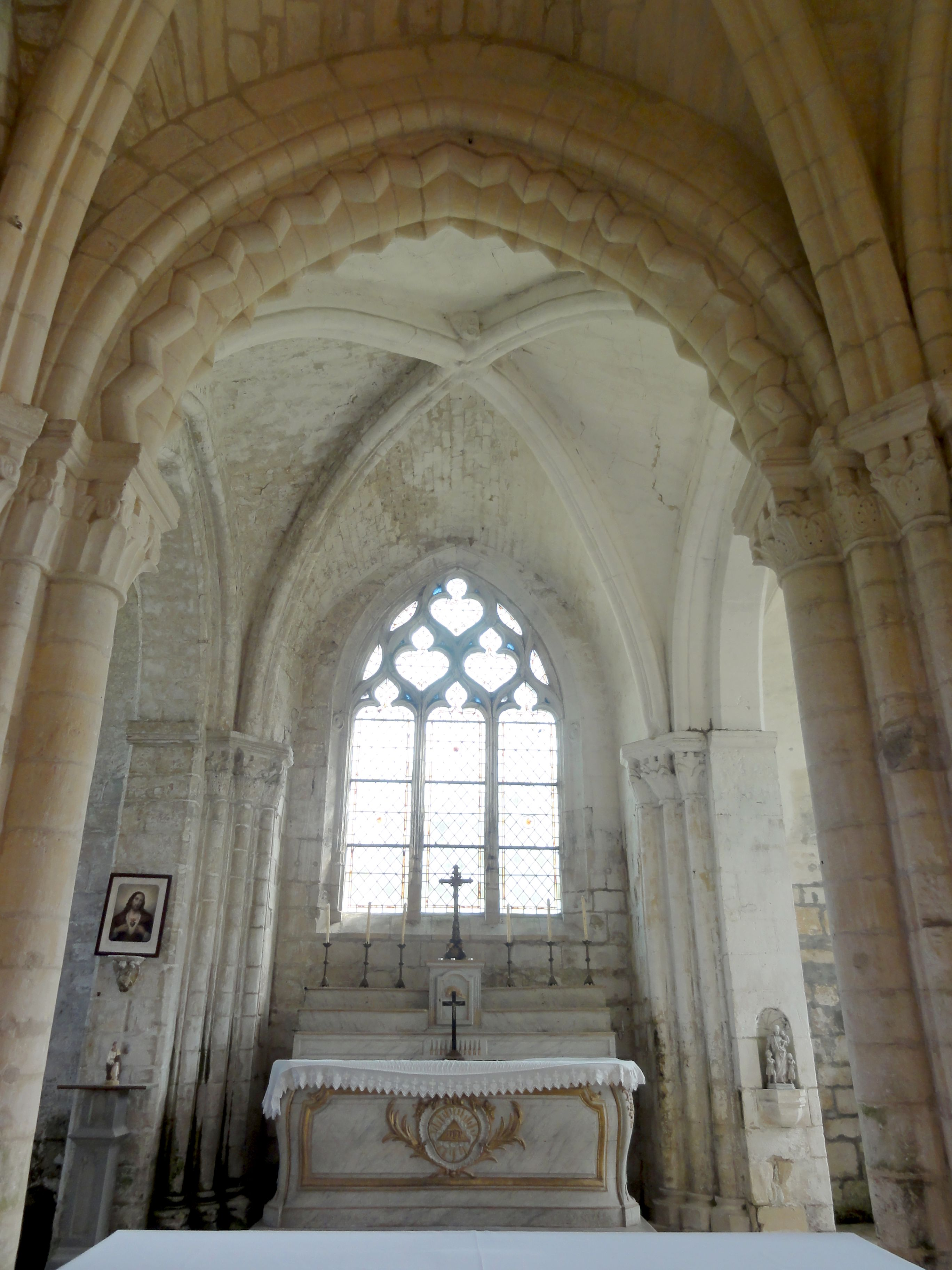
Croisée d'ogives du chœur et autel
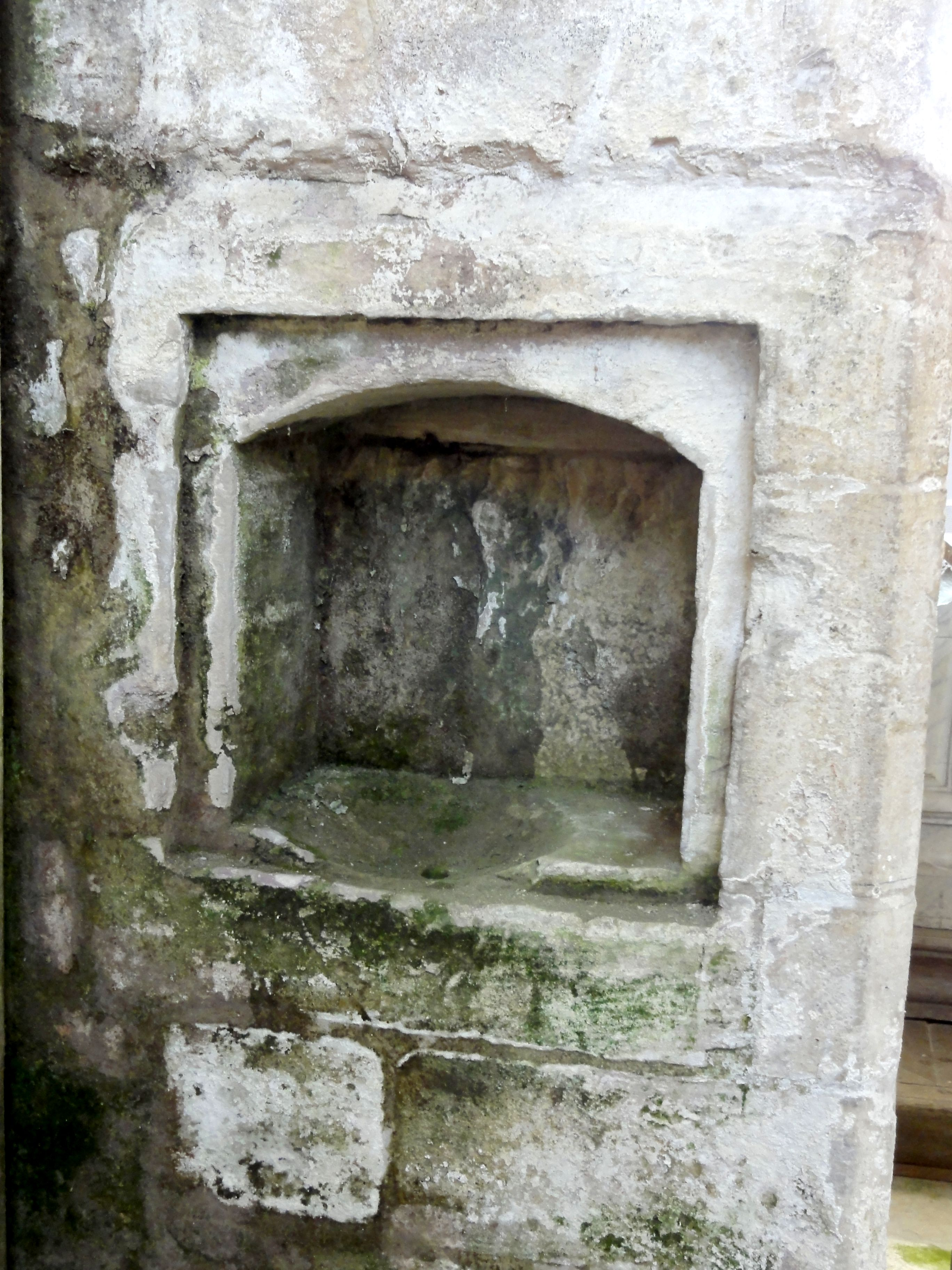
Piscine liturgique.

Autres éléments du patrimoine
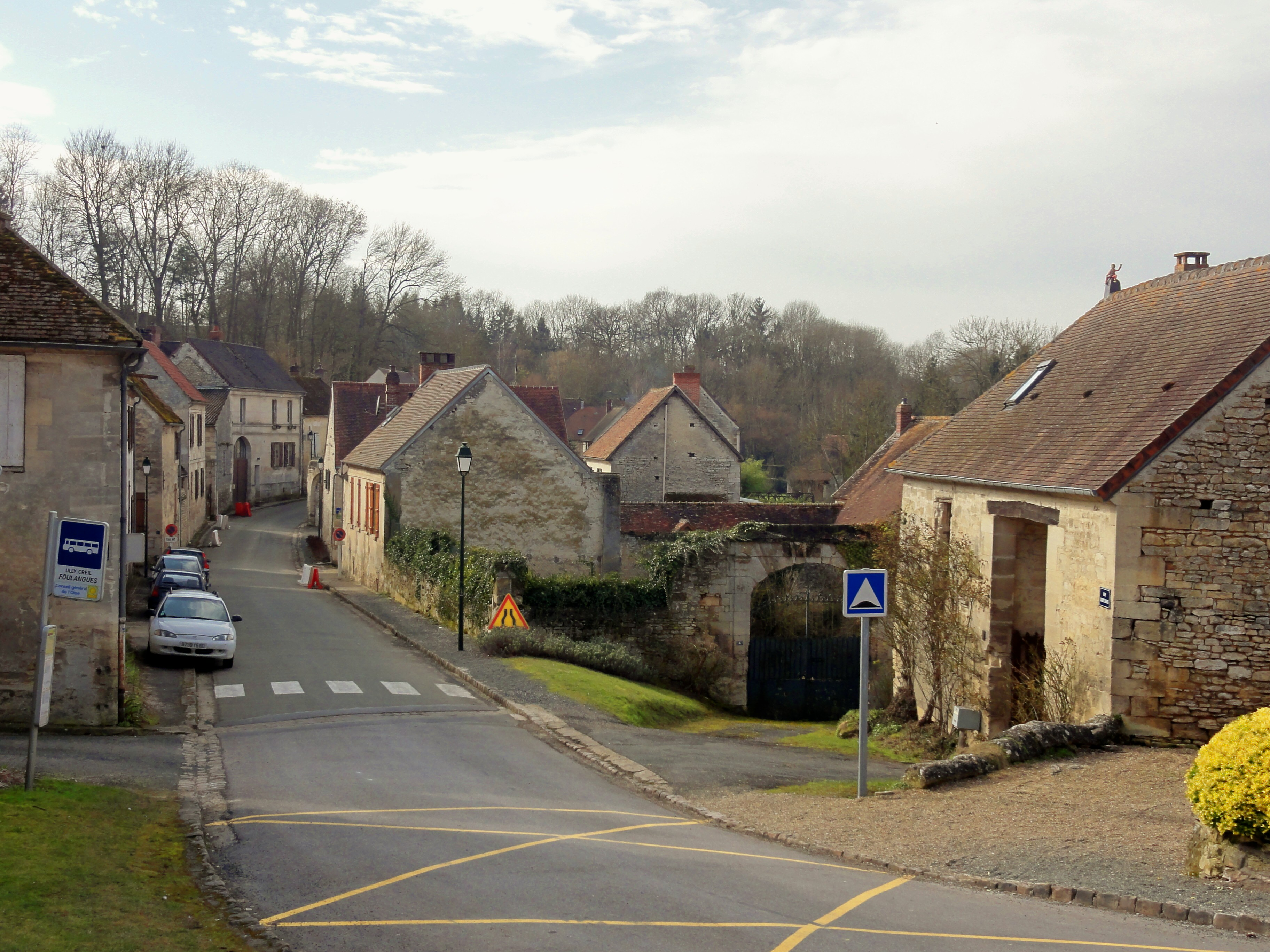
Bâti ancien, rue Saint-Denis.
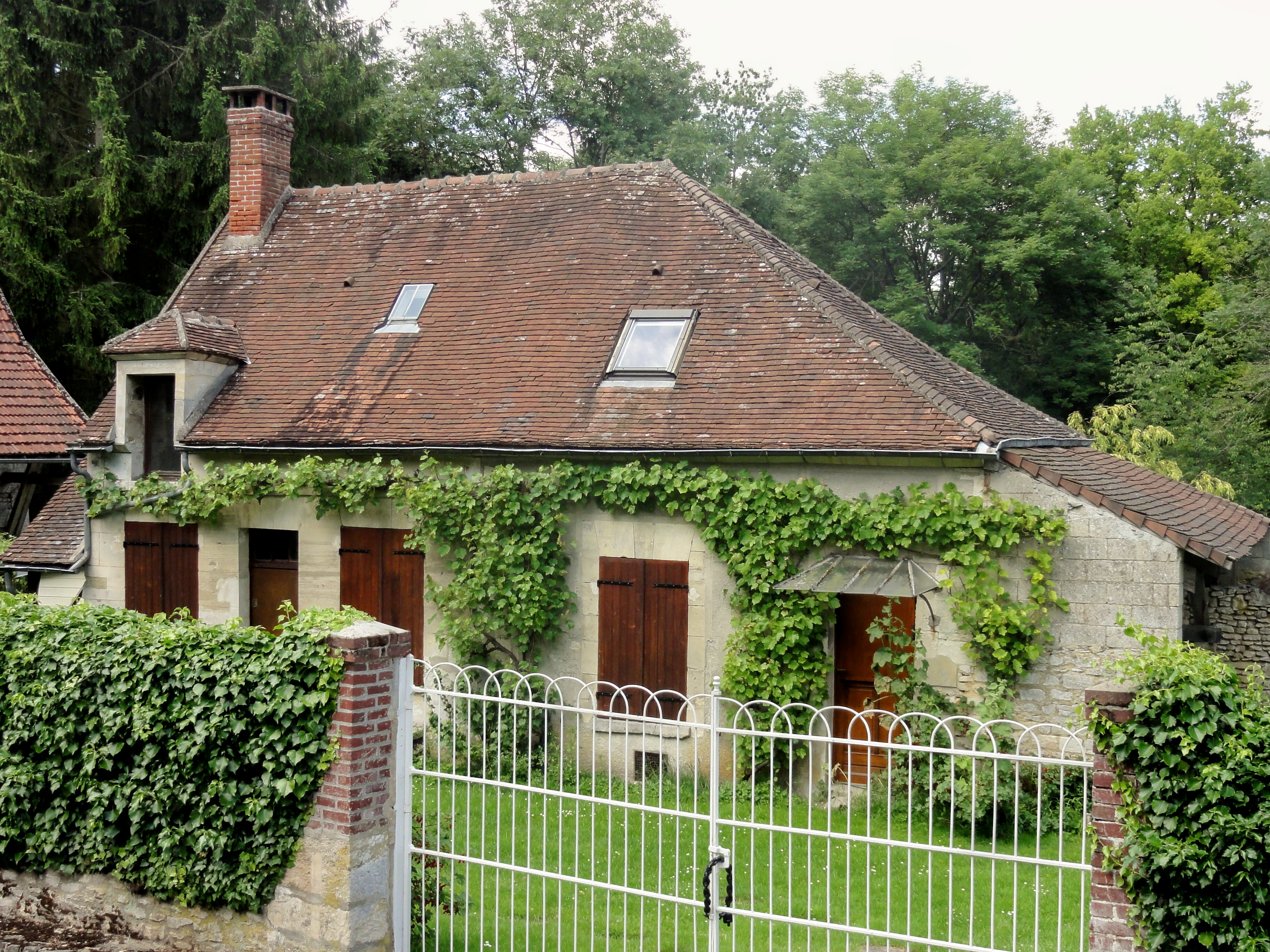
Maison de vigneron, rue Saint-Denis.
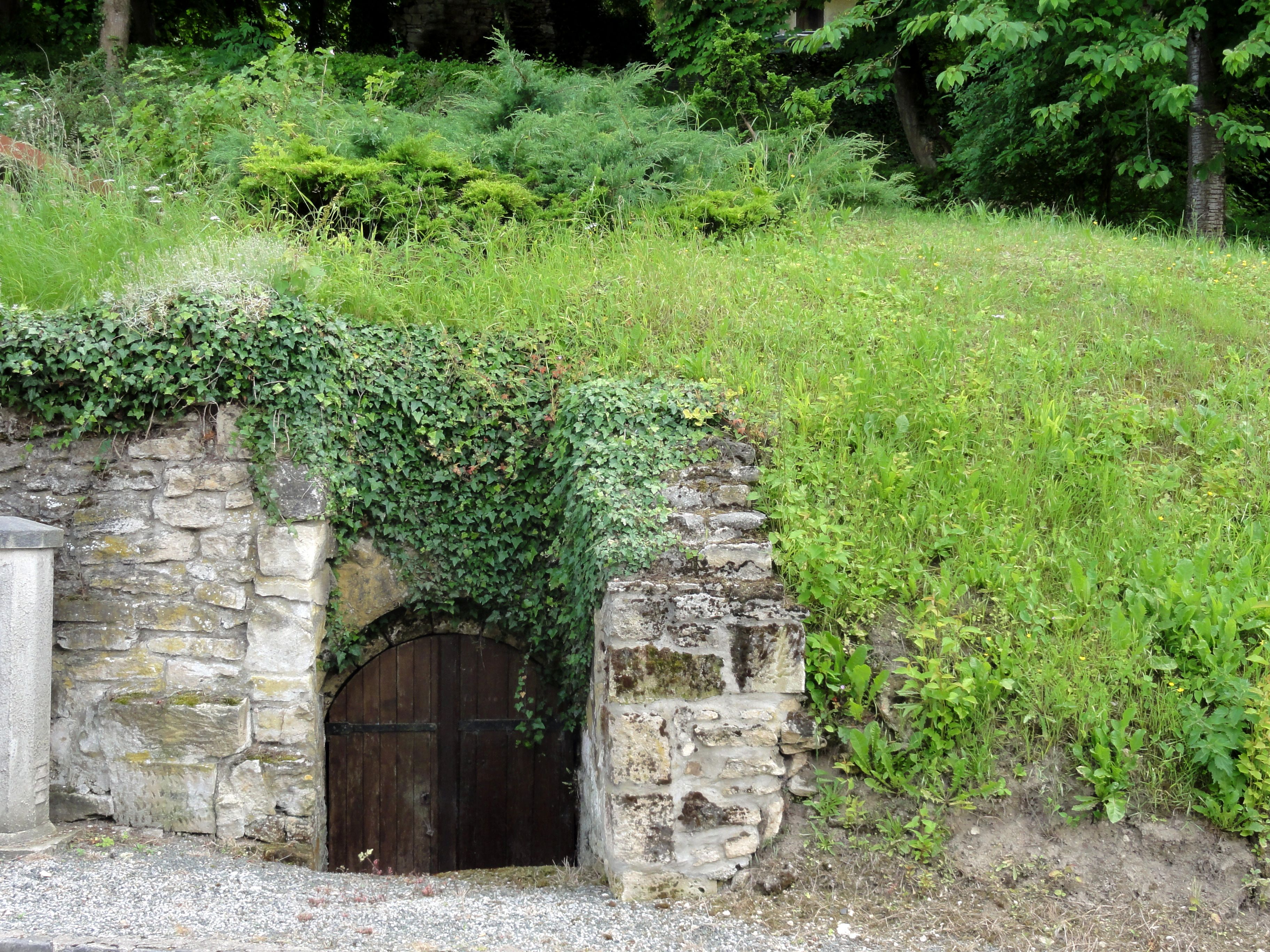
Cave externe, rue Saint-Denis.
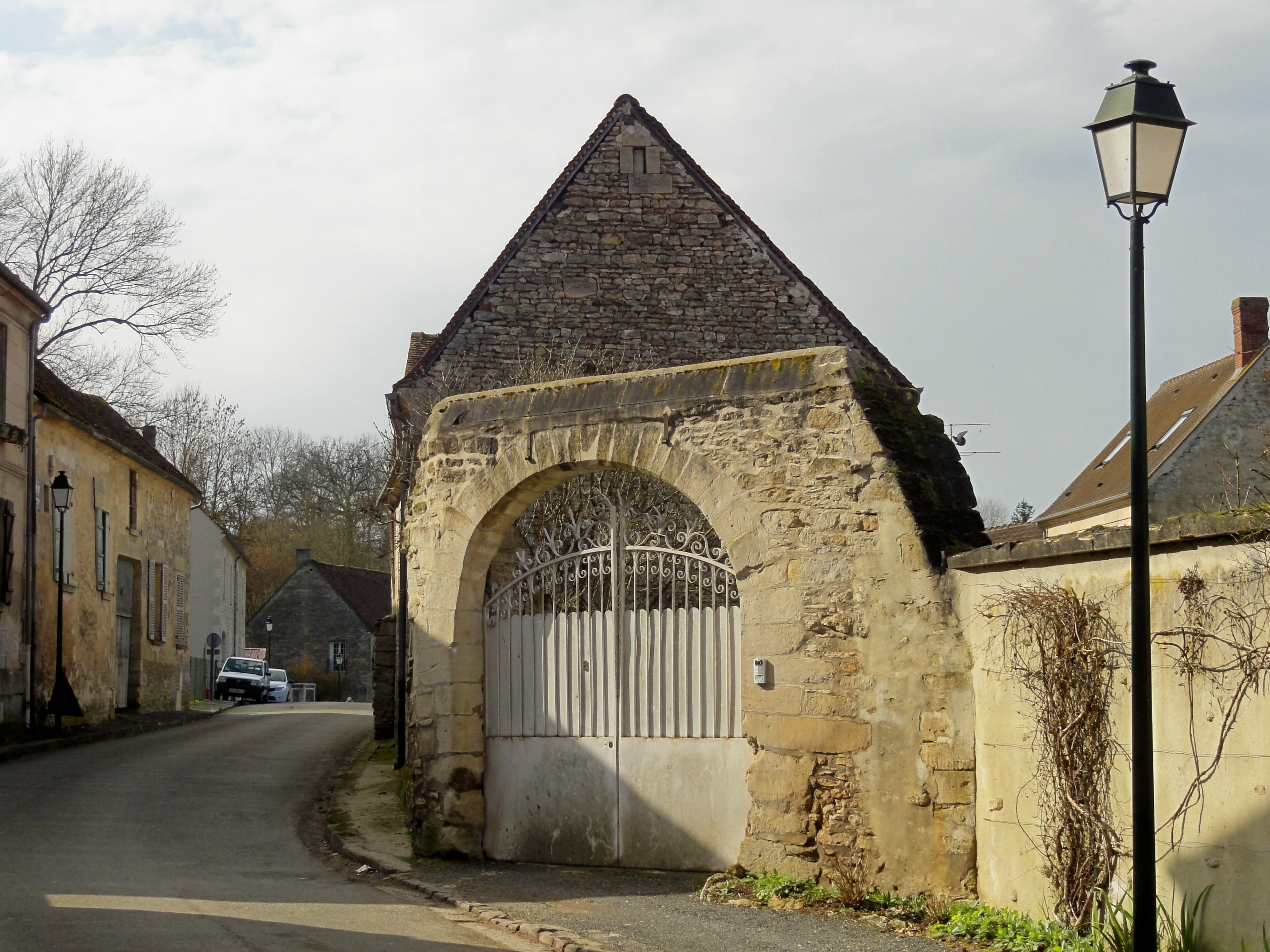
Rue Saint-Denis.
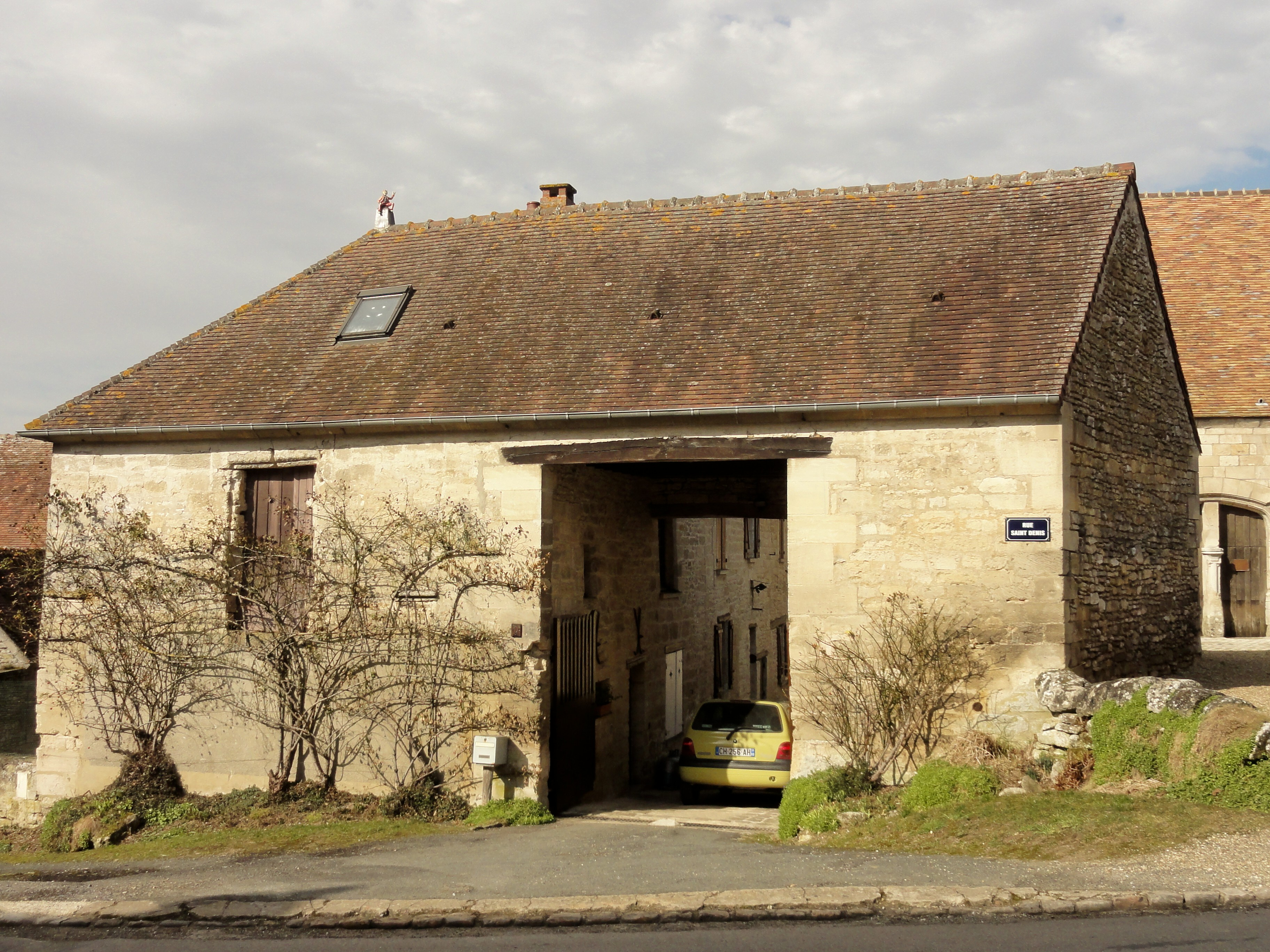
Ferme à l'ouest de l'église.

### Personnalités liées à la commune
- Pascal Picq (1954-), paléoanthropologue, ancien maître de conférences au Collège de France

Le nom de certains seigneurs et féaudaux de Foulangues nous est parvenu : 
- Le cardinal Chollet légue en 1286.à l'abbaye Saint-Lucien de Beauvais tout ce qu'il possédait à Foulangue[2].
- Philippe II de Trie, seigneur du Plessis-Gassot et de Mareuil, donne vers 1350 au même monastère les biens qu'il avait acquis en ce lieu, moyennant quatre grandes messes avec diacre et sous-diacre, à célébrer tous les ans pour le repos de son âme[2].